# L'Inconnu du lac
Pour plus de détails, voir Fiche technique et Distribution.
L'Inconnu du lac est un film dramatique français écrit et réalisé par Alain Guiraudie, sorti en 2013.
Il est d'abord présenté au Festival de Cannes dans la catégorie « Un certain regard », le 17 mai 2013 avant d'être distribué en salles à partir du 12 juin 2013.

## Synopsis
C'est l'été, dans le Var. Au bord d'un lac paisible entouré de collines et de forêts, des hommes en majorité naturistes et homosexuels prennent le soleil sur la plage de cailloux blancs et se baignent. Les taillis voisins abritent leurs ébats furtifs volontiers exhibitionnistes. Chaque jour, Franck vient poser sa serviette sur la grève. Il fait la connaissance d'Henri, récemment quitté par sa femme, et de Michel, un bel homme qui lui plaît d'emblée. Mais un soir, depuis le bois qui domine le lac, Franck voit Michel noyer Pascal, son partenaire du moment. Effrayé, il tombe néanmoins sous le charme du meurtrier, dont il se rend complice par son silence. Il cède bientôt à ses avances et s'en éprend, en taisant sa peur pour se protéger.
Deux jours plus tard, le corps du noyé est découvert et identifié. Sa mort semblant suspecte, un inspecteur de police arrive sur les lieux. Il ne tarde pas à interroger Franck et Michel. Pour disculper son amant, Franck affirme n'avoir rien remarqué d'anormal le soir du décès. L'inspecteur mène son enquête. La relation amoureuse entre Michel et Franck se poursuit, malgré la frustration croissante de ce dernier de ne devoir rencontrer son partenaire que sur la plage. Henri a noué avec Franck une amitié platonique. Il devine la nature des récents événements et met Franck en garde contre Michel : « À ta place, j'aurais peur ! ». Franck acquiesce mais son attirance pour Michel reste la plus forte. Il part nager assez loin dans le lac. Henri rejoint Michel et lui fait part de sa conviction : la récente noyade n'a rien d'accidentel, il l'a causée et l'inspecteur finira tôt ou tard par le démasquer. Puis il gagne le sous-bois, en regardant Michel d'un air entendu.
Depuis le lac, Franck constate que Michel et Henri ont quitté la plage désormais déserte. Il regagne la berge en hâte et s'enfonce dans le bois. Il voit Michel quitter un bosquet d'où s'est échappé un gémissement. Sur les lieux, il aperçoit Henri expirant, égorgé. Il essaie sans succès de stopper l'hémorragie avec sa main puis son tee-shirt. Avant de mourir, Henri lui dit : « c'est bon Franck, laisse faire, je l'ai eu ce que je cherchais ». Franck court se tapir dans les buissons, terrifié. Michel le recherche et croise l'inspecteur, qu'il poignarde au ventre. La nuit tombe et Franck reste caché. Michel passe et repasse non loin , en l'appelant avec insistance : « Franck ! (...) Franck, viens ! (...) Franck ! (...) montre-toi Franck, je ne te veux pas de mal, allez Franck ! (...) ne me laisse pas Franck, j'ai besoin de toi (...) viens, on va passer la nuit ensemble ! (...) Franck ? ». Apeuré, Franck ne répond pas. Le tueur s'éloigne. Franck se redresse et appelle Michel à trois reprises, en vain, dans le silence et les ténèbres.

## Fiche technique
- Titre original : L'Inconnu du lac
- Réalisation : Alain Guiraudie
- Scénario : Alain Guiraudie
- Direction artistique : Roy Genty, François Labarthe et Laurent Lunetta
- Photographie : Claire Mathon
- Son : Philippe Grivel
- Montage : Jean-Christophe Hym
- Production : Sylvie Pialat et Jean-Laurent Csinidis
- Direction de production : Nicolas Leclère
- Sociétés de production : Les Films du Worso ; Films de Force Majeure et M141 Productions (coproduction) ; Cinémage 7 (en association avec)
- Société de distribution : Les Films du losange
- Budget : 850 000 euros[2]
- Pays d’origine :  France
- Langue originale : français
- Format :  couleur - 2.35 : 1 - 35 mm
- Genre : drame
- Durée : 97 minutes
- Dates de sortie :
  -  France : 17 mai 2013 (Festival de Cannes 2013) ; 12 juin 2013 (sortie nationale)
  -  Suisse : 21 septembre 2013
  -  Québec : 18 octobre 2013
  -  Belgique : 20 novembre 2013
- Classification
  -  France : Interdit aux moins de 16 ans

## Distribution
- Pierre Deladonchamps : Franck
- Christophe Paou : Michel
- Patrick d'Assumçao : Henri
- Jérôme Chappatte : l'inspecteur Damroder
- Mathieu Vervisch : Éric, le voyeur
- Emmanuel Daumas : Philippe
- François Labarthe : Pascal Ramière
- Gilbert Traïna : l'homme du mardi soir
- Sébastien Badachaoui : le « mari » d'Éric
- Gilles Guérin : l'homme à femmes

## Production

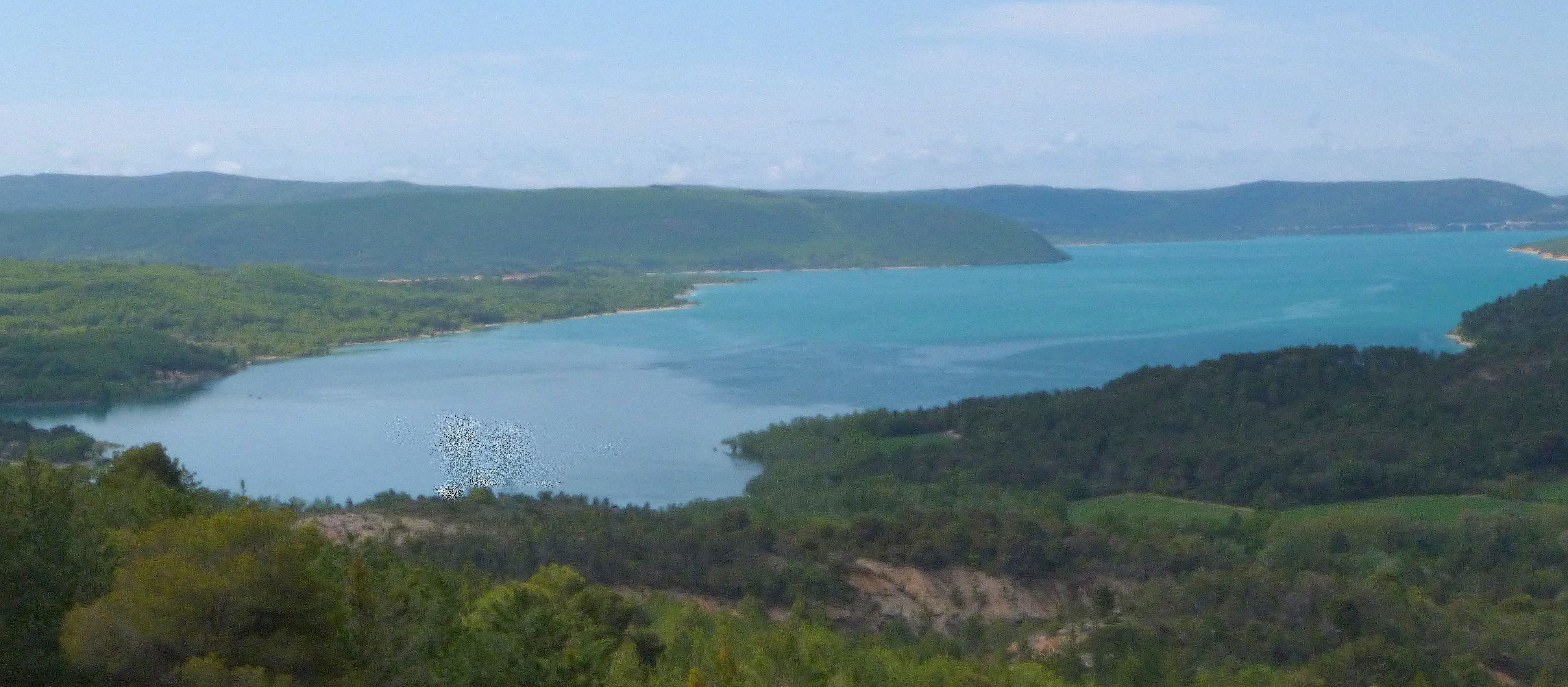
Vue du lac de Sainte-Croix.

### Tournage
- Les scènes ont été filmées en extérieur autour du lac de Sainte-Croix en septembre 2012[3].

## Accueil

### Accueil critique
Pour Jean-Sébastien Chauvin dans les Cahiers du cinéma, L'Inconnu du lac « est peut-être le plus beau film d'Alain Guiraudie » ; selon ce critique, le film « s'élève au-dessus de toute caractérisation de l'époque pour atteindre à la dimension du mythe ». En outre, L'Inconnu du lac figure à la première place du Top Ten 2013 établi par la rédaction de la revue, devant Spring Breakers et La Vie d'Adèle.
Dans Politis, Christophe Kantcheff estime que le film est « une grande réussite » et une « tragédie éminemment sensuelle » ; selon lui, L'Inconnu du lac fait penser à Jean Renoir et à sa Partie de campagne, ajoutant qu'« avec ses scènes de sexe entre Franck et Michel aussi crues que délicates, on ne peut plus physiques et paradisiaques, Alain Guiraudie offre des représentations de l’amour, homosexuel en l’occurrence, libératoires et conquérantes, eu égard à notre époque de régression des esprits ». 
Sur le site de Paris Match, dans un article intitulé « Crime et suçotement », Alain Spira se montre réservé : « Quelque peu répétitif, ce polar gay à l’humour pas triste soigne sa photographie et son ambiance particulièrement ensoleillée, mais bâcle sa part d’ombre criminelle et son dénouement ».
Réserve également pour Lucien Logette qui, dans La Quinzaine littéraire, voit le film « partagé entre la force de la mise en espace – la sensation physique de l’été plaisamment restituée – et l’ennuyeuse répétitivité de son argument – la chair est triste, hélas. »

### Controverse
L'affiche du film, réalisée par Tom de Pékin, est retirée de l'affichage dans les municipalités de Versailles et de Saint-Cloud par la société JCDecaux, sur la demande des mairies. Selon la mairie de Saint-Cloud, cette commande faisait suite à plusieurs plaintes reçues de la part des habitants. La mairie de Versailles nie avoir passé une telle commande, et la présente comme une initiative de JCDecaux, ce que dément la société,. En réaction au retrait de ces affiches, un appel à manifester le 13 juin 2013 devant la mairie de Saint-Cloud est lancé sur les réseaux sociaux,.

## Distinctions

### Récompenses
- Festival de Cannes 2013 (sélection « Un certain regard ») :
  - Queer Palm[12]
  - Prix de la mise en scène pour Alain Guiraudie
- César 2014 : meilleur espoir masculin pour Pierre Deladonchamps

### Nominations et sélections
- AFI Fest 2013
- Festival du film de Londres 2013 : Dare Gala
- Festival du film de New York 2013
- Festival international du film de Toronto 2013 : sélection « Contemporary World Cinema »
- Prix Louis-Delluc 2013 : sélection officielle[13]

- Festival du film de Sundance 2014 : sélection « Spotlight »
- César 2014 [14] :
  - César du meilleur film
  - César du meilleur réalisateur pour Alain Guiraudie
  - César du meilleur acteur dans un second rôle pour Patrick d'Assumçao
  - César du meilleur espoir masculin pour Pierre Deladonchamps
  - César du meilleur scénario original pour Alain Guiraudie
  - César de la meilleure photographie pour Claire Mathon
  - César du meilleur montage pour Jean-Christophe Hym
  - César du meilleur son pour Philippe Grivel